# Хитрово Богдан Матвійович
Богдан Матвійович Хитрово (рос. Хитрово Богдан Матвеевич; 1615 , Григоровське (Калузька область), Московське царство  — 1680 , Москва ) — московський боярин.

## Посольство в Україну
За дорученням царя прибув до України наприкінці 1657 — на початку 1658, на 25 січня 1658 призначив раду у Переяславі з надією провалу на ній кандидатури тодішнього гетьмана Івана Виговського. Потім поїхав до Полтави, де підмовляв до збройного заколоту полтавського полковника Мартина Пушкаря.
У Полтаві «ставив москалів у козацьких хатах, лаяв козацького полковника і його жінку паскудними словами, козаків бив палицею, вибивав їм очі, плював в лице… безчестив дівчат.»

## Урядова діяльність у Московському царстві
Очолював Збройовий (оружейний) приказ (1656—1680 роки), Іконний приказ, прикази Золотих й Срібних справ, Ствольний приказ (1653 й 1659—1666), Приказ Великого Палацу (з 1663 року). 1667 року пожалуваний у бояри. Важлива роль у зібранні колекції Збройової палати Кремля.
Засновник Симбірська.